# Paul Calle

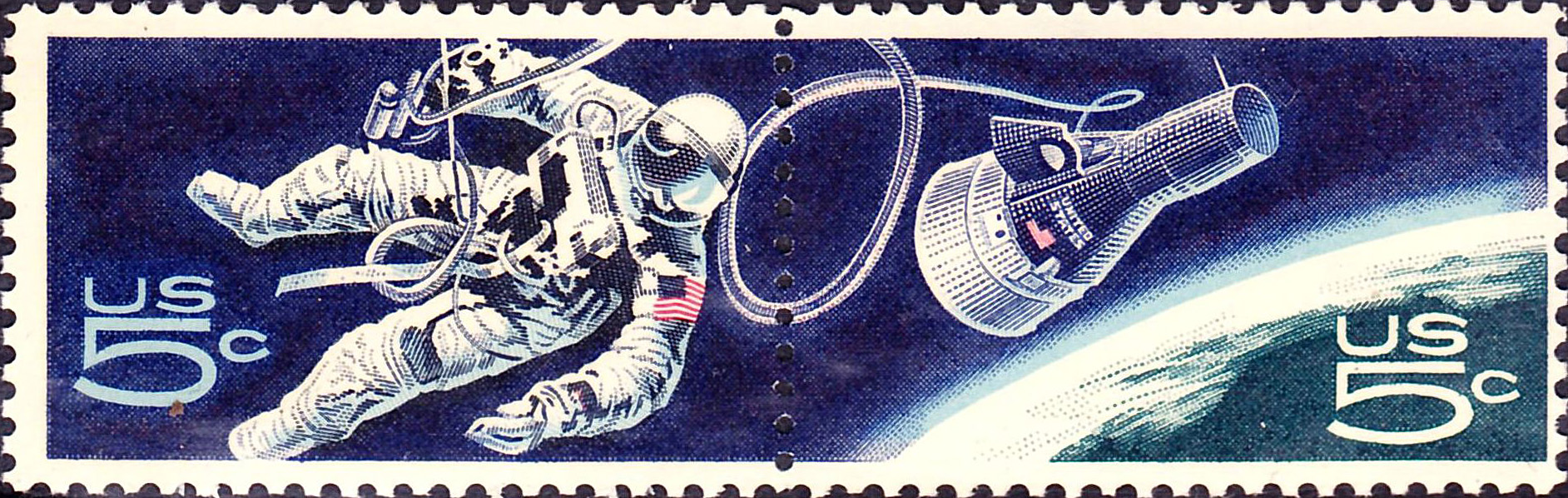
Timbre de Paul Calle montrant Edward White faisant la première sortie extravéhiculaire d'un Américain (Gemini 4).

Paul Calle, né le 3 mars 1928 à Manhattan et mort le 30 décembre 2010 à Stamford, est un artiste américain.

## Biographie
Calle est surtout connu pour ses dessins adaptés en timbres postaux, notamment publiés par le United States Postal Service, ainsi que par les États fédérés de Micronésie, les îles Marshall, la Suède et l'Organisation des Nations unies. Certains ont été conçus en commun avec son fils Christian.
Sa thématique notable était l'astronautique et il avait fait partie de « NASA Art Program », une mission de documentation sur le programme spatial américain pour la NASA. Il a notamment été le seul artiste autorisé à approcher de près les astronautes d'Apollo 11.
Paul Calle avait été exposé à la National Gallery of Art et au National Air and Space Museum.